# Песочный краб
Песочный краб или фиолетовый краб (лат. Xantho poressa) — вид крабов из семейства Xanthidae.

## Описание
Цвет панциря серо-зелёный, с тёмными точками. Часто имеет лиловый, синий или фиолетовый оттенок. Карапакс овальный, заметно шире, чем длинней, в ширину достигает 42 мм. Ходильные ноги короткие. Последнюю пару ходильных ног Xantho poressa может подгибать за спину, а не под брюшко. Эта особенность позволяет ему прикрывать себя сверху небольшим камнем либо прочно держаться в щели среди камней.
Клешни крупные и сильные, кажутся непропорционально большими для животного такого размера. Пальцы клешней тёмные, иногда совсем чёрного цвета.
Xantho poressa питается органическими остатками и мелкими донными беспозвоночными. Плодовитость данного вида невысокая в сравнении с другими крабами. Самка способна отложить всего лишь 800—1400 яиц, которые вынашивает под брюшком. Личинка планктонная, проходит 4 стадии зоеа и мегалопу.

## Ареал и численность
Ареал Xantho poressa охватывает Чёрное и Средиземное моря, Атлантическое побережье Африки (Канарские острова). Известен у берегов Турции и Болгарии.
Xantho poressa обитает на побережье Крымского полуострова и Кавказа на небольших глубинах (до метра) с галечным дном. Изредка встречается на глубине до 15 метров с песочным или илистым грунтом. Обычно этот краб прячется в щели под камнями. Xantho poressa медлительнее, чем крабы других видов, и поэтому становится лёгкой добычей туристов и местных жителей, которые изготавливают сувениры из крабов.
Численность вида сокращается, он занесён в Красную книгу Украины, однако специальных охранных мероприятий не проводится.

## Фото

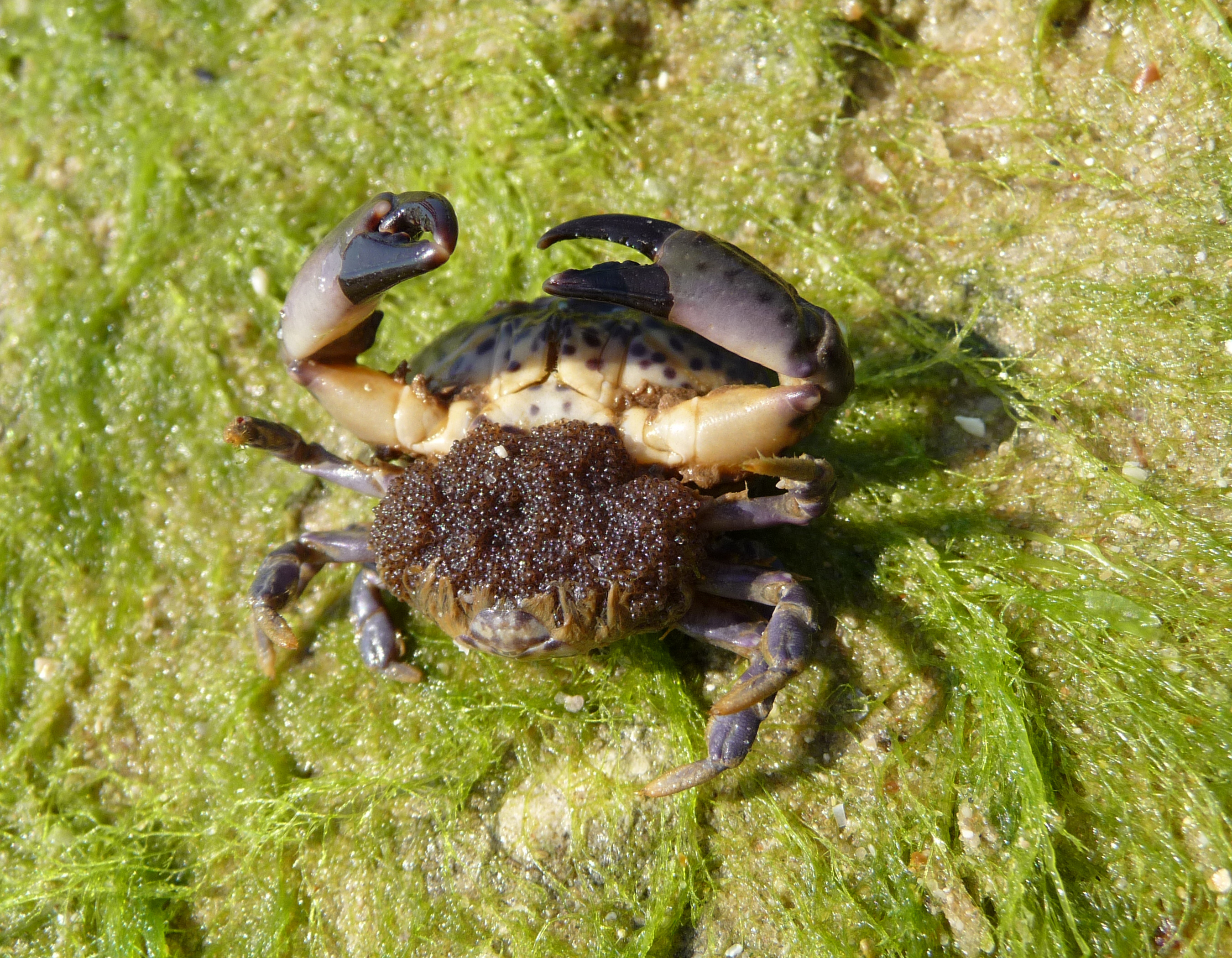
Самка с икрой
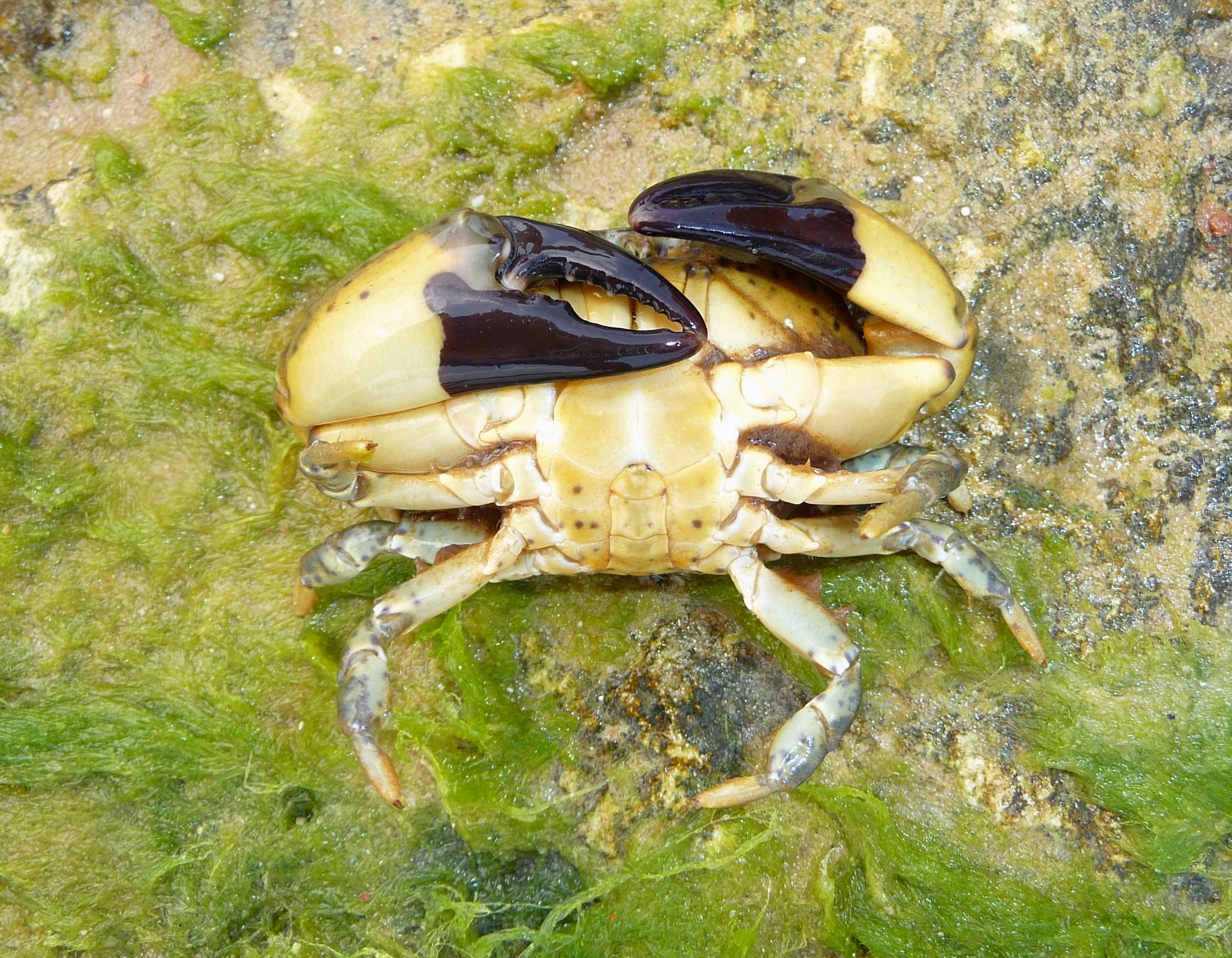
Самец, вид с брюшка
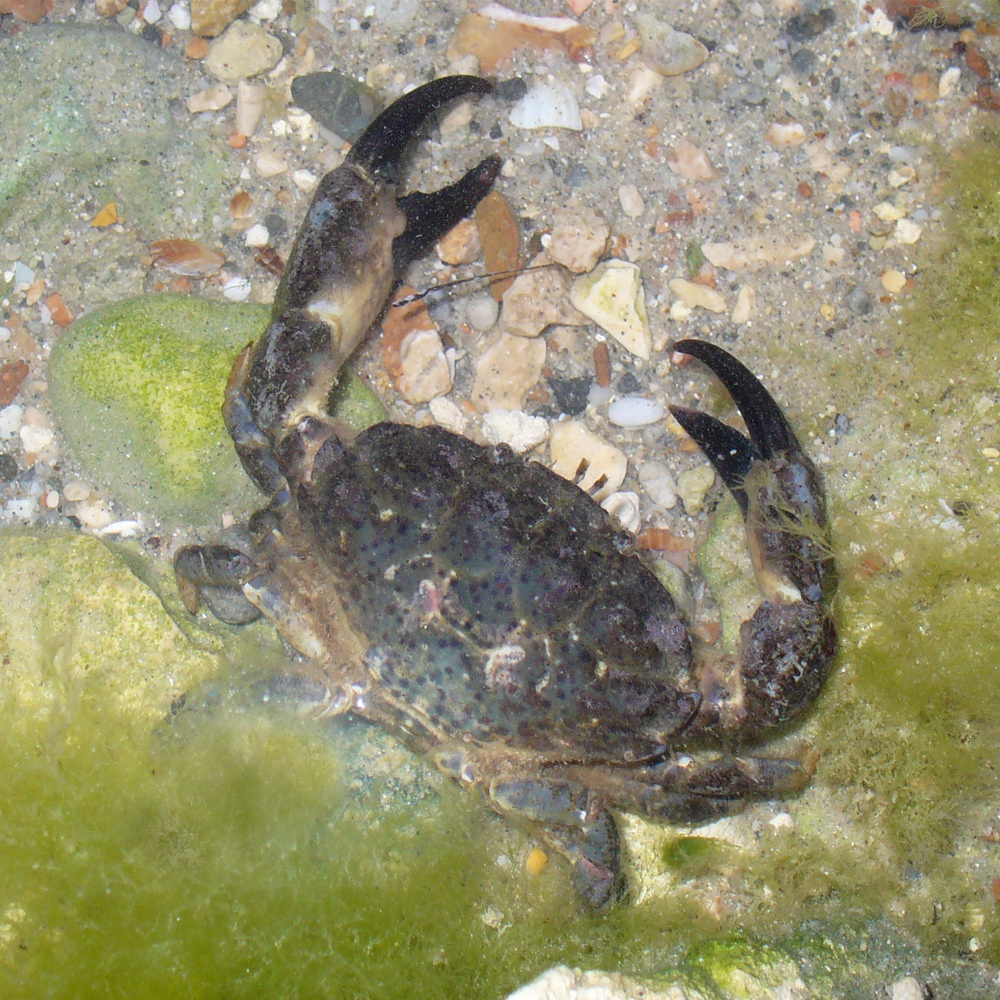
Xantho poressa под водой